# Christoph Gottlieb Fröber
Christoph Gottlieb Fröber (ur. 27 sierpnia 1704, zm. 14 maja 1759) – niemiecki kompozytor, studiował w Lipsku (1726−1731), od 1731 roku organista w Delitzsch.